# 表姐，妳玩嘢！
《表姐，妳玩嘢！》是一部於1991年中上映的香港賭博喜劇片，由鄭裕玲、萬梓良、吳孟達、任達華、郭富城等人領銜主演。

## 劇情簡介
年青有為的電影幕後工作人員韋家寶（郭富城飾）的廣州表姐阿蘭（鄭裕玲飾）前來投靠其。寶其實一直暗戀賭亨傅漢生（吳孟達飾）的女兒傅琳達（黎姿飾），但傅漢生為人陰險狡詐，但是他的弟弟傅漢華（任達華飾）為人善良誠實。華在一次，發掘了蘭的賭技，非常賞識，但是漢生在後期居然令華輸掉所有產業。
漢華在落魄潦倒之際，得到蘭等人的支持，決定東生再起。到底他能打敗哥哥漢生嗎？

## 人物角色
| 演員   | 粵語配音 | 角色     | 備註                                             |
| 鄭裕玲 | 陳敏兒   | 阿蘭     | 廣州表姐，韋家寶的表姐                           |
| 萬梓良 | 萬梓良   | 阿力     | 韋家寶的室友，與阿蘭不和                         |
| 吳孟達 | 吳孟達   | 傅漢生   | 賭亨，傅琳達的父親，傅漢華的親哥哥；最後的大魔頭 |
| 任達華 | 朱子聰   | 傅漢華   | 傅漢生的弟弟                                     |
| 郭富城 | 黃志成   | 韋家寶   | 電影幕後工作人員，阿蘭的表弟                     |
| 胡慧中 | 曾慶珏   | 李小姐   | 富家女，被傅漢生利用                             |
| 黎姿   | 鄭麗麗   | 傅琳達   | 富家女，傅漢生的女兒，被韋家寶暗戀               |
| 簡而清 |          | 八爺     | 黑幫老大；傅漢生的敵人                           |
| 王天林 | 黃子敬   | 電影導演 | 片場導演（友情客串）                             |
| 徐忠信 | 黃子敬   | 基太郎   | 日本賭神，同性戀者（友情客串）                   |
| 叢金貴 | 盧傑群   |          | 傅漢生跟班                                       |

## 外部連結
- 香港影庫上《表姐，妳玩嘢！》的資料（繁體中文）
- 豆瓣电影上《表姐，妳玩嘢！》的資料 （简体中文）